# オープンテキスト

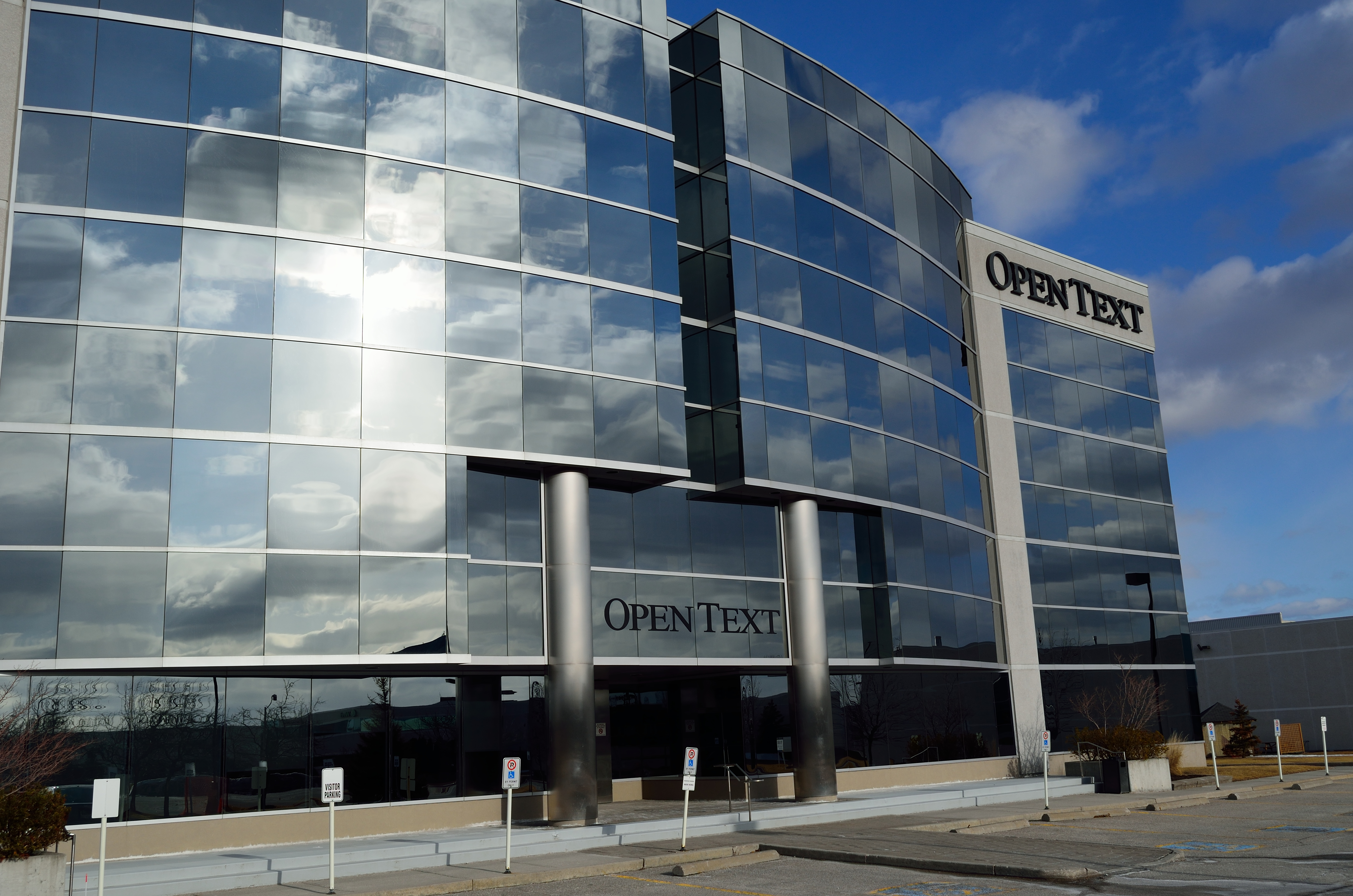
OpenText Office Building

オープンテキスト（英: OpenText Corporation、NASDAQ: OTEX; TSX: OTEX）は、1991年に設立以来検索エンジンやコラボレーションソフトウェアを提供し、非構造化データを包括的に管理・活用するソリューション群を提供。世界で125のオフィス、約10万社の顧客、60万社の取引先を接続、と称している。
日本法人は、旧IXOS Softwareを母体としてSAP連携ソリューションやCSP (Content Suite Platform、旧製品名: Livelink)などを提供してきたオープンテキスト株式会社に、クラウドFAXサービスのエクスパダイト株式会社、EDIなどB2Bインテグレーションサービスを提供するGXS株式会社が、2018年5月に統合された。

## 歴史
カナダウォータールー大学のOxford English Dictionaryの電子化プロジェクトに深く関わり、高速検索エンジン開発をきっかけとして1991年に創業。共同創業者にはTim Bray、Gaston Gonnet、Frank Tompaが名を連ねる。
- 1991年、Oxford Dictionaryをオンライン化へ。
- 1994年、Open Text 4検索エンジンをリリース。
- 1995年、SGMLデータベースソフトを提供していたInfoDesign社を買収し、同社のドキュメント管理機能を包括。また、ワークフローやドキュメント管理製品を持つ米シカゴのOdesta社を買収し、ドキュメント管理に必要となるワークフローやコラボレーション機能などを同時に集約。Webベースのドキュメント管理ソフトウェアベンダーとしての基盤を作る。1996年1月にNASDAQに株式を公開。
- 1997年、Webベースの文章管理製品を販売。各種調査レポートでWeb対応電子文書管理分野の市場リーダーと位置づけられる。
- 2001年、エンタープライズ向けとして最初の包括的で完全なWebベースの文書・記録管理ソリューションの出荷開始。
- 2004年、SAPなど業務アプリケーションのアーカイブソリューションを展開していたIXOS Software（ドイツ）を買収。同ソリューションと統合することで、デジタル文書の作成から廃棄に至るコンテンツのライフサイクル管理を統合的に実現できるECMソフトウェアとして機能補完された。
- 2006年、EIPなどポータル製品に強みを持つECMベンダー、Hummingbird（カナダ）を買収。
- 2008年、FAXソリューションベンダー、Captaris（米）を買収。
- 2009年、WCM (Webコンテンツ管理)/ECMベンダーのVignette、3Dナビゲーションのデジタルメディアインターフェースを提供するVizible Corporationを買収。
- 2010年、コンテンツ分析や意味論ベースのサーチエンジンを持つNstein Technologies、カスタマーコミュニケーションのStreamServe, Inc.（スウェーデン）を買収。
- 2011年、ビジネスプロセス管理 (BPM)、ビジネスプロセス分析 (BPA)、企業アーキテクチャ (EA) のMetastorm Inc.（米）を買収。また、ケース管理とBPMのGlobal 360 Holding Corporation（米）も買収。モバイルアプリケーションベンダー、weCommを買収。学習管理システム (LMS) を持つOperitel Corporationを買収。
- 2012年、1月にMark Barrenecheaが社長およびCEOに就任。インドに進出し、ハイダラバードでの研究開発センターを2倍に拡大。新たなオフィスをムンバイに構える。また、創業20周年を機に、カナダ・オンタリオ州ウォータールーの本社を拡張し、イノベーションセンターを開設。SOAベースのBPM基盤を持つCordys社（オランダ）を買収。
- 2013年、非構造化データの可視化ソフトウェアベンダー、Resonate Knowledge Technologiesを買収。
- 2013年、BPMテクノロジーベンダー、Cordysを買収[2]
- 2014年、B2B EDIデータ連携・統合のグローバルリーダー、GXS（米）を買収[3]。オーストラリア初のデータセンターを開設。ブラジルでの新規株式公開および新たな拠点を確立し、南米での事業を拡大。
- 2015年、コンテンツセキュリティ製品のIGC社、BI /アナリティクス製品を提供するActuate Corporation（米）を買収。
- 2016年、HP Inc.からカスタマーエクスペリエンスマネジメント、カスタマーコミュニケーションマネジメント、他のソフトウェア/サービス資産を買収。
- 2016年、HP社（米）が保有するカスタマーエクスペリエンス・ソフトウェア資産及び、自動車・ヘルスケア業界向けクラウドベースのB2B/EDI サービスを提供するANX社（米）を買収。
- 2017年、Dell/EMC社が保有するエンタープライズコンテンツ管理事業を買収。フォレンジック、エンドポイントセキュリティ製品のGuidance Software（米）を買収。
- 2018年、Hightailを買収。
- 2018年、Liaison Technologies, Inc.を買収[4]
- 2019年、訴訟・調査のためのeディスカバリ/不正調査に対応した総合リーガルテクノロジーを提供するCatalyst Repository Systems, Inc.を買収。[5]

現在では、ECMやBPMを含むEIM (Enterprise Information Management) のコンセプトをもとにビジネスを展開している。

## 製品

### エンタープライズコンテンツ管理 (ECM)
世界114ヵ国の様々な大企業や官公庁において、およそ1億人のユーザーに利用されているOpenText ECMContent Suite Platform（旧製品名：Livelink ECM）を中心としたエンタープライズコンテンツ管理（ECM）製品群。特に、SAPアプリケーションやMicrosoft、Saleceforce、Oracleなど多くの企業で活用されている業務システムを、非構造データを含めたあらゆる文書と紐づけて統合管理できる環境を提供。個別に管理されていたデータ及びコンテンツを一元管理することで、業務効率化を図ることができる。主な機能として、文書・コンテンツ管理をはじめ、アーカイブ、レコードマネジメント、電子メール管理、コンテンツ向けアプリケーション、キャプチャなどを備える。その他エコシステムとして、OpenText SAP SolutionsやOpenText Microsoft Solutionsなども提供。

#### OpenText Content Suite Platform
キャプチャから破棄に至るまで組織全体の情報フローが管理可能な、EIMの基盤的なスイート製品。信頼性と一貫性のあるガバナンスポリシーを企業内のあらゆるタイプのコンテンツに適用することが可能。OpenText Coreなどのセキュアで高機能なコラボレーションツールもバンドルされている。

#### OpenText Documentum
日本では特に製薬業界で知られる、業種向けソリューションをも備えるECM製品。厳しい規制対象のビジネス環境下で、ビジネス文書のコラボレーション作業から、正確なプロセスを管理するケース管理ベースのアプリケーションに至るまで、コンテンツ中心のアプリケーションとソリューションが構築できる。

#### OpenText Extended ECM
情報サイロを繋いで、SAP、Microsoft Office365、Salesforce、SuccessFactorsやOracle、GovernmentとEngineeringを含むソリューション間の情報の流れを拡張させることで、業務プロセスの生産性を改善する。

#### OpenText Core
ファイル共有とECMコラボレーションソフトウェア。組織のポリシーに準拠した情報管理やセキュリティ確保を実現しながら、ファイルの共有やプロジェクトでのコラボレーションが促進できる。

#### OpenText Hightail
クリエイティブ向けコラボレーションソフトウェア。社内外のチーム間でのマルチメディアコンテンツを共有。ビジュアル資産に関する正確なフィードバックを収集してタスクを割当て、進捗状況や承認プロセスのトラッキングまで、クリエイティブ作業のプロセスを効率化する。

#### クラウド版 OpenText ECM
マネージドサービス (Content Suite 製品およびソリューションが利用可能) から、クラウド版のパッケージ型マネージドサービスソリューション、組織の成長に併せて拡張可能な SaaS ベースのソリューションに至るまで、柔軟なECMソリューション体系から選択することができる。

#### OpenText Archiving
コンテンツアーカイブソリューション。情報ガバナンスや法的要件に準拠しながら、コンテンツのアーカイブ保管に関連する全体的なコスト削減が可能な、セキュアで長期的なアーカイブ戦略を展開する。

#### OpenText Captiva
紙および電子媒体をデータおよびコンテンツとするキャプチャーソリューション。

#### OpenText Brava! Enterprise
ファイルビューア&注釈機能ソフト。直感的なブラウザベースのインタフェースで、コンテンツをセキュアにコントロールしてコンプライアンス要件に合致したコンテンツの閲覧やコラボレーション作業を実現する。

#### OpenText Documentum for Life Sciences
ライフサイエンス向け ECMソフトウェア。情報サイロに阻まれることなく、ライフサイエンス企業が扱う規制対象コンテンツへのアクセス、管理、コラボレーション作業を支援する。

#### その他製品
OpenText ApplicationXtender 、 OpenText eDOCS

### デジタルプロセス自動化
組織における業務効率の向上や複雑なプロセスの最適化を図ることで継続的なプロセス改善を実現し、広範囲なビジネスオペレーションをサポートするBPM製品群。ビジネス戦略からグローバルレベルでの実行までをリンクさせることで、柔軟な変換プラットフォームを実現。主な機能として、ビジネスプロセス管理をはじめ、大容量イメージング、ダイナミック・ケースマネジメント、プロセス向けアプリケーション、戦略ビジネスプランニング＆モデリングなどを備える。

#### OpenText AppWorks Platform
2018年のEP4リリースで、Process Suiteから製品名を変更し、よりローコード アプリケーションに重点を置いている。Cordysに起源を持つ、BPMとケースマネジメント両方のプロセス管理に加えて、エンティティモデリングによるアジャイルなアプリケーション開発とモバイル展開、またこれを支えるESB(Enterprise Service Bus)やマスターデータ管理(MDM)、ビジネスルール管理等を提供。ERPやCRMなど各種システムやWeb Services、同社製品以外を含むコンテンツサービス等とのコネクタを装備している。

### カスタマーエクスペリエンス管理 (CEM)
Webサイトをはじめ、モバイルデバイスやソーシャルネットワーク、コールセンターや印刷など、多様なチャネルとタッチポイントを横断して、企業がビジネスの中で顧客の体験を向上するためのソリューションとサービス。

#### OpenText Media Management: デジタルアセット管理 (DAM)
画像や動画などリッチメディアと著作権や有効期限などのメタデータを管理。Adobe Creative Cloudなどとも連携し、コンテンツ制作から承認、公開などのプロセスを通して、Webサイト、ソーシャルメディア、印刷など様々なメディアやチャネルに最適コンテンツを提供し、外部との大容量サイズのファイル共有にはSecure MFTが利用されている。

#### OpenText MediaBin: デジタルアセット管理 (DAM)
オンプレミスとクラウドで提供されるデジタル資産管理ソリューション。

#### OpenText TeamSite
複数のデバイスタイプに対応したカスタム Webサイトやデジタルエクスペリエンスアプリケーションを管理。　

#### OpenText Optimost: Web最適化
ユーザーの行動比較や好み、関心、リスクなどを明らかにするリアルタイムのテストを活用して、Webページ、メディアの利用やモバイルエクスペリエンスを最適化する。

#### OpenText Exstream: カスタマーコミュニケーション管理 (CCM)
業界最高速とされるエンジンをコアとする、マルチチャネルカスタマーコミュニケーションマネジメントソリューション。ユースケースとして一般的なバッチ/オンラインの他、事務プロセスと連携するインタラクティブな編集体験をサポート。旧CCE (Communications Center Enterprise: 旧StreamServe)も2017年に統合されている。

### ビジネスネットワーク
社内外における効率的で、安全かつコンプライアンスを満たす情報のやり取りを支援する機能群。主な機能として、FAXソリューションをはじめ、セキュアメッセージング、コネクティビティ、B2Bインテグレーションサービス、キャプチャ＆認識などを備える。

#### OpenText B2B Managed Services
企業間B2B/EDIデータ連携をクラウド型のアウトソーシングサービスとして提供し、ネットワーク接続、データやプロトコルの変換、取引先との接続支援、変更管理などのサービスを提供。

#### OpenText Fax2Mail
FAXの送受信をPCで行うことが可能なインターネットFAXサービス。FAX機の混雑を解消し、セキュアな環境で機密文書の送受信が可能になる。ペーパーレス化の促進にも寄与。

#### B2B Integration
国際EDIをはじめとした複雑な企業間商取引 (B2B) システム環境の統合を支援する、包括的なB2Bアウトソーシングサービス。B2Bプロセスの最適化をグローバルネットワークの中で構築することが可能。

### アナリティクス
包括的なデータ分析ソフトウェア群として、データ可視化やインタラクティブダッシュボードを通じてパターン、関係性、傾向を識別する。

#### OpenText Magellan Data Discovery
オールインワンの高度な分析ソリューション。独自のアナリティカルカラム型データベースに厳選された統計手法をビルトイン。プロファイル、マッピング、クラスタリング、時系列予測、デシジョンツリー、ナイーブベイズ分類器、相関ルール、回帰分析、重相関といった統計手法をカラム型データベースに内蔵する。

#### OpenText Magellan BI & Reporting
インタラクティブなダッシュボードとレポートを作成し、チームや企業全体で共有可能。データをアップロードし、アクセス権を管理し、設定されたイベント毎のコンテンツ生成を通じてレポート機能やダッシュボード機能を自動化する。　

### セキュリティ
デジタルフォレンジックの技術による、エンドポイントセキュリティとフォレンジック調査。ラップトップ、デスクトップ、サーバーの隅々までを可視化する、プロアクティブな機密データの検出、脅威の特定と修復、証拠保全のデータ収集と調査といった機能を提供。

#### OpenText EnCase Endpoint Security
エンドポイントの異常なシステムアクティビティの検出と脅威の検証や、インテリジェンス、フォレンジックグレードのインシデント対応のオペレーティングシステムの中核部にいたるまで可視化する。

#### OpenText EnCase Endpoint Investigator
ノートパソコン、デスクトップ、サーバーへリモートアクセスをシームレスに提供し、外部の脅威や社内で発生する事案などのあらゆるインシデントを慎重に調査する。　

### ディスカバリ (Discovery)
企業内に散在するあらゆる情報を整理、可視化することで、ビジネスにおける課題への回答を素早く発見、決定の迅速化を促し、ビジネスインパクトの最適化を実現するための製品群。主な機能として、検索をはじめ、セマンテックナビゲーション（意味検索）、dディスカバリ、自動分類、コンテンツ分析などを備える。

## ソリューション

### エンタープライズ情報管理（Enterprise Information Management）
ビジネスの洞察力を高めるエンタープライズ情報管理（EIM）ソリューションのリーディングカンパニーとして、コンテンツ管理をはじめ、プロセス自動化／ケース管理、クラウドEDI／FAXサービス、ビッグデータ分析／可視化、Webコンテンツ最適化／デジタル資産管理、エンドポイントセキュリティ／内部フォレンジックなどのソリューションを提供。